# 終身官
終身官（しゅうしんかん）とは、本人の自発的な退任もしくは重大な不祥事による懲戒処分を受けない限り、死亡するまでその任を解かれることのない官僚・官吏のことである。
君主は、マレーシアのように任期制を設けている例外を除いて通常は終身制（日本のように退位の規定すら無い場合もある）であるが、終身官には含めないことが多い。また、独裁国家・社会主義国家の最高指導者（第一書記・書記長・総書記）は、形式上の規定がどうなっていようと実際には終身制同様になっていることが多い。たとえば、ソビエト連邦の最高指導者は、失脚したニキータ・フルシチョフとミハイル・ゴルバチョフ以外は全員死ぬまで在任している。
以下に、主な終身官とされている役職を挙げる。

## 現在の主な終身官
- 中国の最高指導者
  - 中国共産党総書記
  - 国家主席[1]
  - 中央軍事委員会主席
- 北朝鮮の最高指導者
  - 朝鮮労働党総書記
  - 国務委員会委員長
  - 北朝鮮武力最高司令官
- イランの最高指導者
- イギリスの貴族院議員
- イギリスの枢密顧問官[2]
- アメリカ合衆国の連邦最高裁判所・連邦控訴裁判所・連邦地方裁判所の裁判官[3]
- ドイツの州の裁判官[4]
- 日本学士院会員[5]
- 士官以上の軍人（退役軍人）

## 以前の主な終身官
- ソビエト連邦共産党書記長（1922-1991）
- 中国共産党主席（1945-1982）
- イギリスの裁判官[6]（1876-2009）
- 明治憲法下の日本の裁判官（1889-1947）
- 日本の貴族院議員のうち皇族議員・公爵議員・侯爵議員及び勅選議員（1888-1947）
- 日本の枢密顧問官（1888-1947）
- トルクメニスタンの大統領（1999-2006）